# 徐春鶯

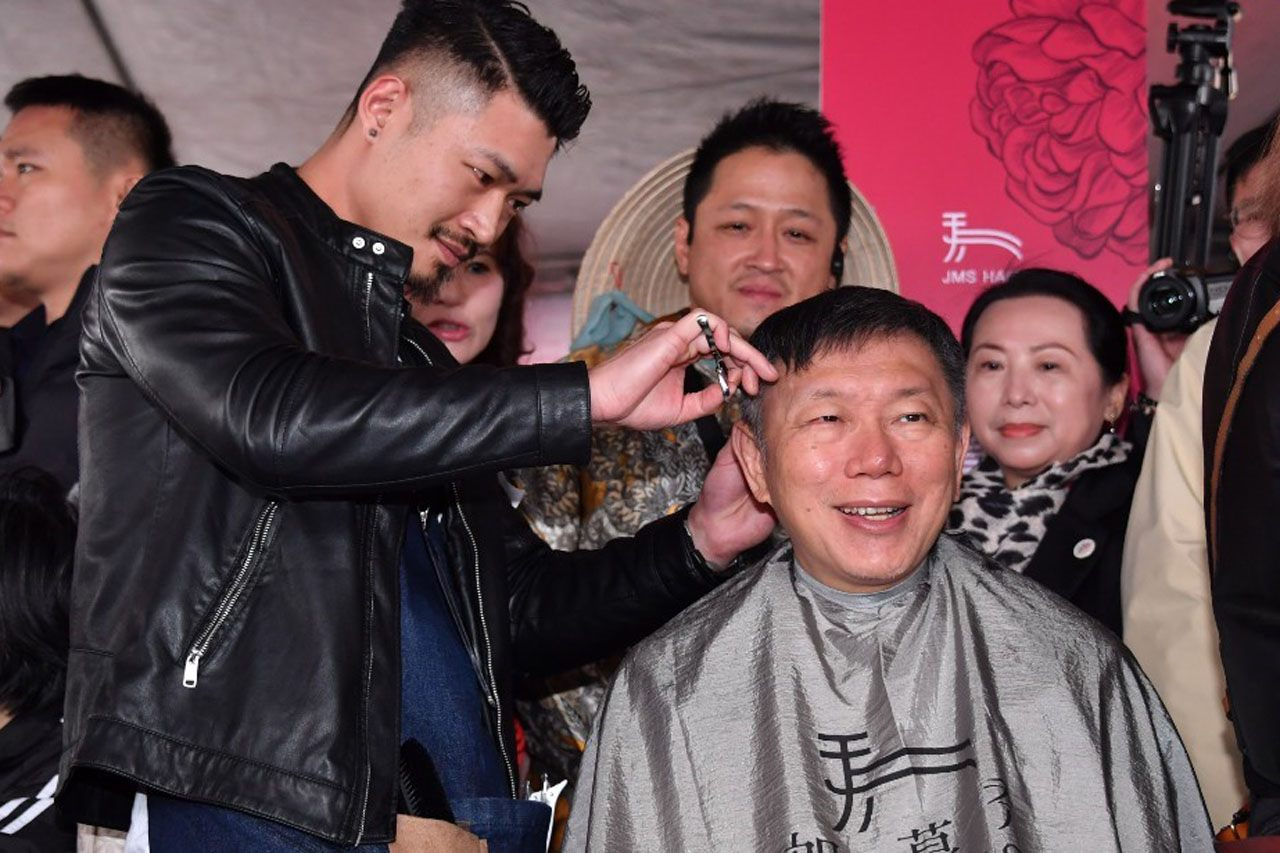
2019年徐春鶯與時任台北市長柯文哲一同出席活動

徐春鶯（1961年—），出生於中華人民共和國上海市，畢業於復旦大學企管系。1993年，以陆配身份移居台北。2000年，取得中華民國國民身份證。2016年後以台灣新住民發展協會理事長身份在兩岸活動，持續對陸配與兩岸議題發表公共意見，爭取中華人民共和國籍配偶在台的公民權益，並且多次率團在台或赴中進行兩岸交流活動。2023年10月被傳出將在2024中華民國立法委員選舉擔任台灣民眾黨的全國不分區及僑居國外國民選舉區的候選人，因背景與過去言行引發台灣輿論爭議。

## 生平
徐春鶯出生、成長於上海，父親為滬劇演員，父親在文革時期曾被送往五七幹校勞動改造。高三時文化大革命結束，1977年考入復旦大學管理學專業本科。大學畢業後被分配到上海市虹口區商業局轄下的國營綜合貿易公司工作，後又調往上海市楊浦區商業局轄下的國營綜合貿易公司工作，初期曾任工會幹部，後轉任人事科科員與科長。
1993年，徐春鶯以陆配身份，依亲来台。丈夫卜先生是江苏人，1949年5岁时来台。因返上海寻访亲戚与徐春鶯相识。两人在大陆结婚。婚后，徐春鶯定居台北，成为家庭主妇，并育有一女。她与丈夫先前收养的侄子侄女关系融洽。2000年，依規定放棄中國大陸戶籍，取得中華民國國民身分證。
2011年起，擔任社團法人台灣新住民發展協會的常務理事，後成為理事長，爭取設立新住民委員會等陸配在台權益，並且多次以理事長身份率團參與兩岸交流活動。2018年曾擔任中國國民黨新住民工作委員會委員。2019年起，擔任多個陸配團體組成的中華兩岸婚姻家庭服務聯盟秘書長。2023年6月出任台北市新住民事務委員會委員。

## 台灣民眾黨不分區立委候選人爭議
2023年10月底，傳出徐春鶯將在2024立委選舉擔任台灣民眾黨的全國不分區立法委員候選人，且可能列在排名靠前的安全名單當中。徐春鶯因為過去言行與個人擔任中華人民共和國國有企業幹部的經歷，引發各方對中華人民共和國籍配偶在台參政權問題的熱議。後續徐春鶯也因為未能聲援具有陸配身份，在中國大陸被逮捕的台灣出版社編輯富察（李延賀）而受到質疑。
輿論爭議數日後，徐春鶯並未出現在民眾黨首波曝光的不分區名單上，隨後柯文哲表示不分區名單尚未決定。11月1日受訪時，柯文哲表示從來沒見過徐春鶯，在8日卻被爆出柯在2019年參加「大江南北新住民園遊會暨感恩送暖活動」時，徐春鶯曾向柯文哲介紹攤位美食，兩人不但有互動且在台北市政府官網留下活動照片。
11月5日，徐春鶯召開記者會，針對質疑進行澄清，公開出示中華民國國民身分證、中華民國護照。對於遭指控是前中國共產黨員，徐春鶯說，何德何能、驚動副總統賴清德點名是共產黨員，她在此聲明，自己不是共產黨員，也從未加入共產黨，連共青團都沒加入過；關於放棄國籍一事，她表示，前陸委會主委賴幸媛已表明，台灣跟大陸不存在放棄國籍，要怎麼放棄中華人民共和國的國籍。是否聲援富察（李延贺）的问题。徐春鶯說，她對八旗這個情況不了解，也沒有能力聲援，未來若成為新住民代言人，或許在中華民國法律允許下，她有可能會去關心一下。11月16日，徐春鶯表示自己2天前已經婉謝不分區邀請。
2024年1月12日，台灣民眾黨於凱道前舉辦的選前之夜，徐春鶯受邀上台助講提及此爭議事件表示：「不得了了，賴清德說我是共產黨，接著綠媒和綠營瘋狂霸凌我，各種造謠、污衊來抹殺我，但是我看到柯文哲沒有害怕退縮，堅持要給新住民不分區立委一個安全名單。」力挺柯文哲在提名爭議中的作為。
2025年2月11日，鏡週刊報導聲稱掌握此爭議爆發時，柯文哲及其競選總幹事黃珊珊的私人通信，其中柯文哲表示：「陸配依照原定計畫進行，讓她充分曝光，看她有沒有能耐打贏，反正我們備胎先準備好」，黃珊珊則表示願意就此事聯絡中共中央臺灣工作辦公室。